# Доннерсбахвальд
Доннерсбахвальд (нем. Donnersbachwald) — упразднённая община (нем. Gemeinde) в Австрии, в федеральной земле Штирия.
Входила в состав округа Лицен. Население 364 человека (на 31 декабря 2005 года). Площадь 114 км². Официальный код — 61209.
С января 2015 г. входит в состав торговой общины (нем. Marktgemeinde) Ирднинг-Доннерсбахваль округа Лицен.

## Политическая ситуация
Бургомистр коммуны — Эрвин Пец (СДПА) по результатам выборов 2005 года.
Совет представителей коммуны (нем. Gemeinderat) состоит из 9 мест.
- СДПА занимает 7 мест.
- АНП занимает 2 места.